# Arborg (Manitoba)
Cet article concerne une ville du Manitoba. Pour la municipalité d'Islande, voir Árborg.
Arborg est une ville enclavée dans la municipalité de Bifrost-Riverton, au Manitoba (Canada).

## Démographie
| 2001 | 2006  | 2011  | 2016  |
| ---- | ----- | ----- | ----- |
| 959  | 1 021 | 1 147 | 1 222 |